# Milavče
Milavče település Csehországban, a Domažlicei járásban. Milavče Zahořany, Chrastavice, Meclov és Blížejov településekkel határos. Lakosainak száma 592 fő (2024. január 1.).

## Népesség
A település lakosságának változását az alábbi diagram mutatja:
| Lakosok száma | 906  | 897  | 961  | 728  | 579  | 577  | 610  | 607  | 590  | 592  |
|               | 1869 | 1890 | 1921 | 1950 | 1980 | 2001 | 2017 | 2019 | 2022 | 2024 |